# David Dunne
David Dunne (Reino Unido, 30 de noviembre de 1955) es un nadador británico retirado especializado en pruebas de estilo libre, donde consiguió ser medallista de bronce olímpico en 1976 en los 4x200 metros estilo libre.

## Carrera deportiva
En los Juegos Olímpicos de Montreal 1976 ganó la medalla de bronce en los 4x100 metros estilo libre, con un tiempo de 7:32.11 segundos, tras Estados Unidos (oro) y la Unión Soviética (plata), siendo sus compañeros de equipo los nadadores: Alan McClatchey, Brian Brinkley y Gordon Downie.